# Mère des parlements
La « Mère des parlements » (the Mother of Parliaments en anglais) est une périphrase inventée en 1865 par John Bright.
Cette expression met en exergue l’ancienneté de l’histoire parlementaire d’Angleterre, du Commune Concilum (le « Conseil commun ») des Britanni de l’Antiquité, en passant par le Parliament (le « Parlement ») et la House of Commons (la « Chambre des communes ») nés au Moyen Âge en Angleterre.

## Citation
La « Mère des parlements » est une expression et périphrase inventée par l'homme politique et réformateur britannique John Bright dans un discours prononcé à Birmingham le 18 janvier 1865.
Il s’agit d’une référence aux organes politiques et parlementaires anglais (Parlement d’Angleterre et Chambre des communes d’Angleterre (en)). Ses mots réels étaient : « L'Angleterre est la Mère des parlements » (England is the Mother of Parliaments). Cela a été rapporté dans le journal The Times le lendemain. 
Toutefois, la célèbre expression est souvent appliquée à tort au Parlement du Royaume-Uni en raison de l'adoption du régime parlementaire et du système de Westminster par de nombreux pays de l'ancien Empire britannique,,,,,,.   